# Burg Schöneberg (Betzigau)
Die Burg Schöneberg, auch Schönberg, Schöneburg genannt, ist die Ruine einer Höhenburg auf einem 860 Meter hohen Hochplateau bei dem Weiler Schönberg der Gemeinde Betzigau im Landkreis Oberallgäu in Bayern.

## Geschichte
Die Turmburg wurde vom 10. bis ins 11. Jahrhundert von den Äbten des Klosters Kempten und von einem unbekannten Rittergeschlecht bewohnt. Die Burg wurde erstmals 1400 im Besitz von Walter von Königsegg zu Wartenstein erwähnt mit der Verpfändung an den Ritter Heinrich von Nauns. 1405 wurde die Burg wieder eingelöst und an das Stift Kempten, den Fürstabt Friedrich von Laubenberg verkauft, was 1436 von dem obersten Lehensherr Kaiser Sigmund bestätigt wurde.
Ab dem 17. Jahrhundert verfiel die Burg, zeigte Ende des 19. Jahrhunderts noch eine teilweise erhaltene viergeschossige Turmruine, die um 1950 beim Einbau eines Wasserspeichers drei Wände verlor. Um 1970 wurden die Burggräben verfüllt. 2007 ließ die Gemeinde Betzigau Sanierungsarbeiten im Rahmen des Leader-Plus-Burgenprojektes „Burgenregion Allgäu“ durchführen.

## Beschreibung
Von der ehemaligen Burganlage auf einem an seiner Basis 28 breiten und fünf Meter hohen Burghügel mit Hauptburg und einer nördlichen Vorburg, beide von Burggräben umschlossen, sind nur noch etwa vier Meter hohe Mauerreste des quadratischen Wohnturms erhalten. Die verschiedenen Reste der Turmwände weisen auf die Zeit um 1300 hin. Der benachbarte Bauernhof befindet sich auf dem ehemaligen Wirtschaftshof der Vorburg. Der Burgplatz ist heute ein Bodendenkmal.